# André Gill
André Gill, pseudônimo de Louis-Alexandre Gosset de Guines (Paris, 17 de outubro de 1840 - Charenton-le-Pont, 1 de maio de 1885) foi um um cartunista, ilustrador, pintor, escritor e cantor francês.
Gill era filho ilegítimo de um aristocrata, e foi adotado por seu avô paterno. Após a morte do avô, é criado por sua tia, numa vida pobre. Apesar de ter um bom talento em desenho, é rejeitado pela Ecole des Beaux-Arts, sendo obrigado a trabalhar em dois períodos para se manter, fazendo cartuns que lhe renderão algum sucesso. Ele gradualmente adquire fama, mas nunca saiu do estado de pobreza.
André Gill teve alguns quadros apresentados no Salão de Paris, entre 1875 e 1884, e sobretudo, uma enorme produção de desenhos publicado em La Lune (1876-1879, da qual foi editor), L'Éclipse, La Rue (1868 -1876) e Le Charivari. Sua obra, nesse período, é basicamente centrada em caricaturas de contemporâneos famosos, sempre inserindo um efeito cômico. Entre famosos desenhados por ele estão Sarah Bernhardt, Victor Hugo e Richard Wagner. Gill, cujas simpatias estavam com a oposição democrática, exerceu uma ação política intensa no final do Segundo Império e muitos de seus desenhos foram proibidos pela censura. Ele também é o autor de uma história que ilustra, Voyage fantastique du petit Trimm à la queue d'un chat (1866). Sua carreira de sucesso foi trazido para um fim prematuro em 1885, por doença mental.

## Galeria

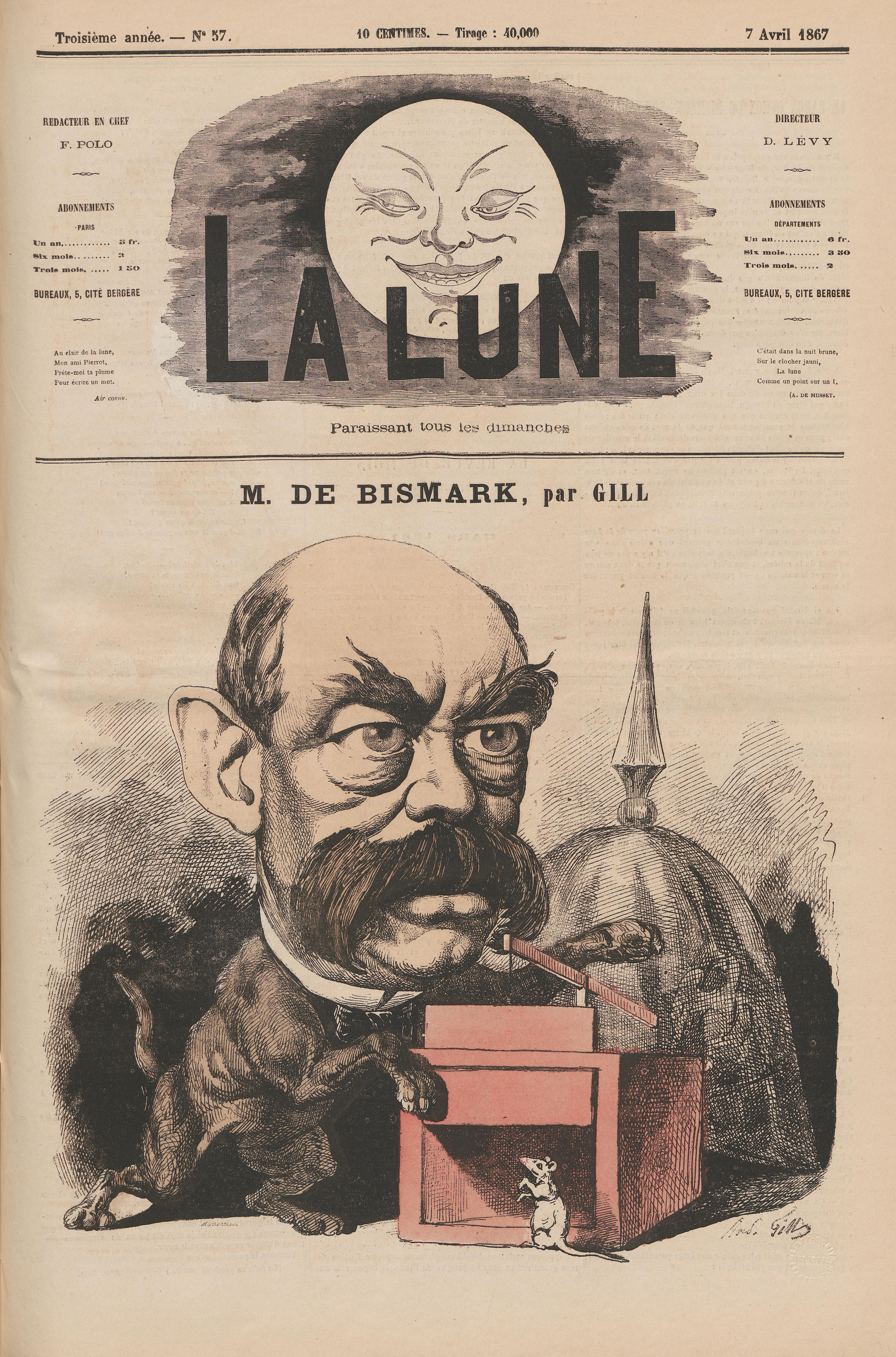
Bismark (7 de abril de 1867).
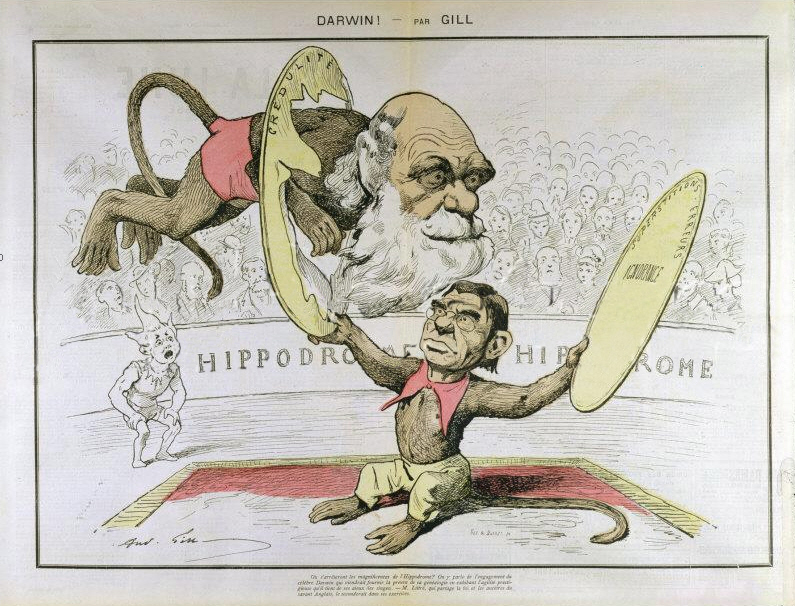
Caricatura por André Gill de Charles Darwin e Émile Littré, descrito como macacos em um circo rompendo com a credulidade, superstições, erros e ignorância (18 de agosto de 1878).
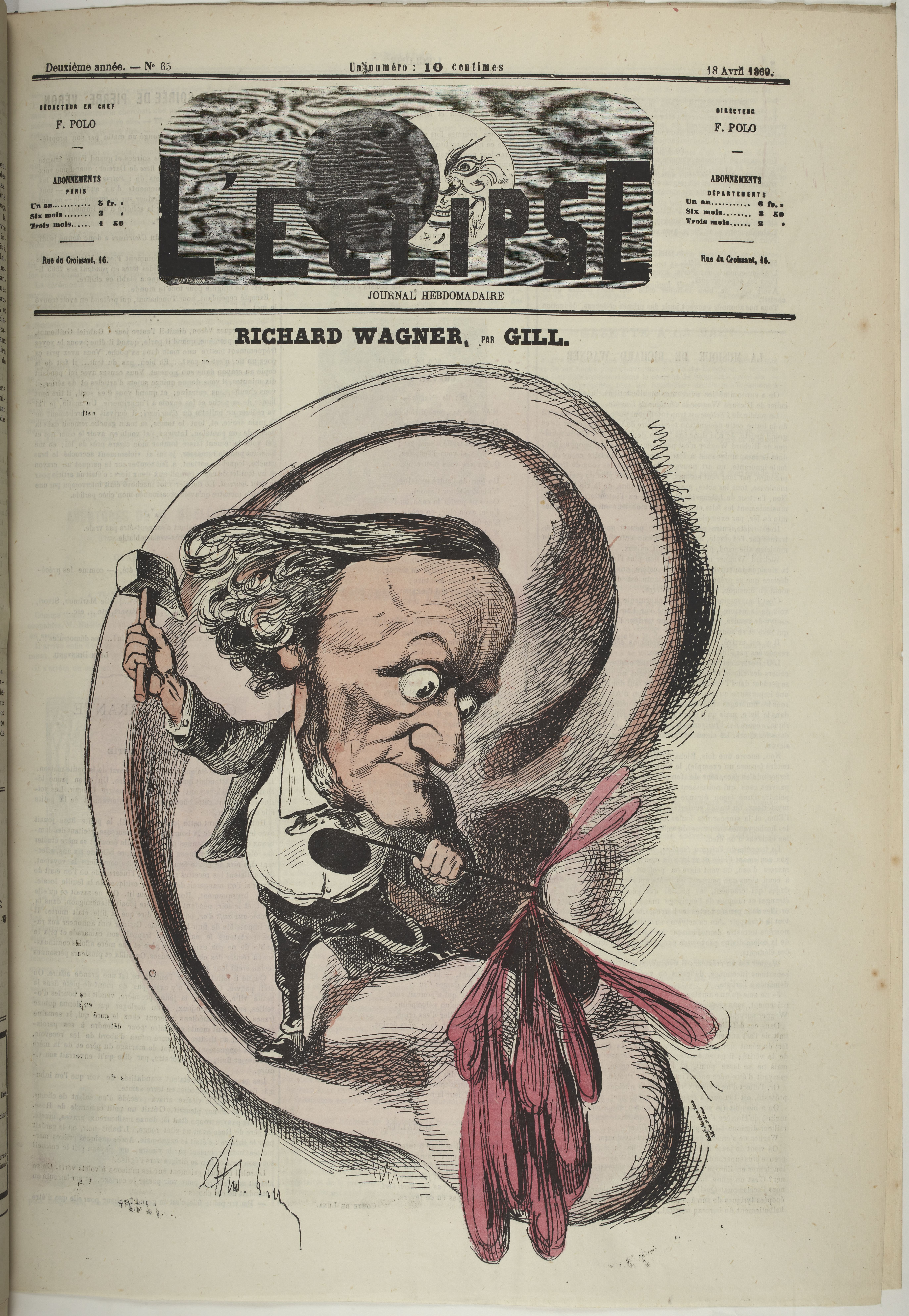
Richard Wagner (18 de abril de 1869).
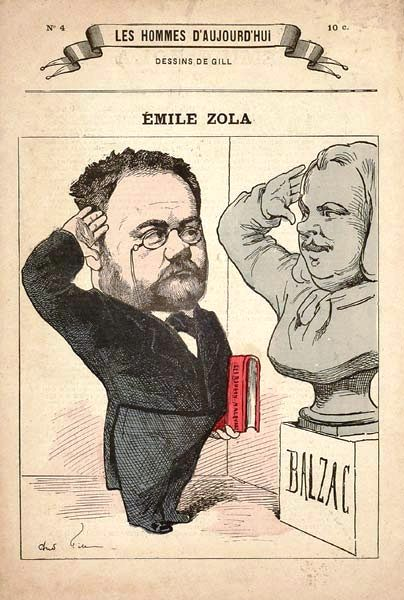
Émile Zola (setembro de 1878).
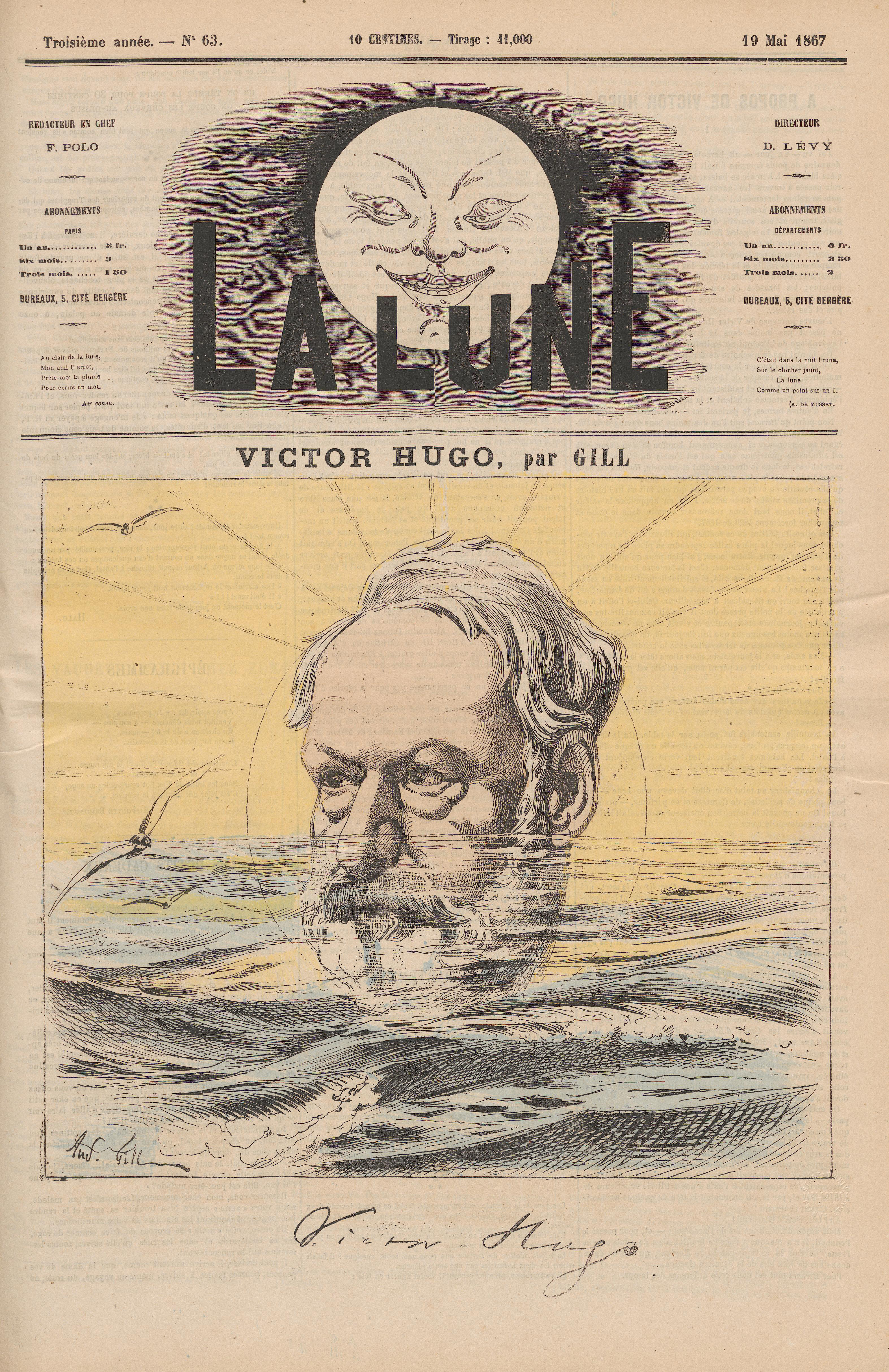
Victor Hugo (19 de maio de 1867).